# Hamid bey Shahtakhtinski
Hamid bey Shakhtakhtinski Khalil oglu (en azerí: Həmid bəy Şahtaxtinski Xəlil oğlu; 1880–1944) fue un estadista quién sirvió como Ministro de Educación y Asuntos Religiosos en el quinto gabinete de la República Democrática de Azerbaiyán, y fue parlamentario de Azerbaiyán.

## Primeros años
Shahktakhtinski nació en el pueblo de Shakhtakhty de Nakhchivan, Azerbaiyán, el 12 de marzo de 1880. Después de completar sus estudios secundarios en una escuela religiosa en Nakhchivan, estudió en el Seminario Pedagógico de Ereván y se graduó en 1899. Luego trabajó en la misma institución como profesor de idiomas azerí y ruso. También fue miembro de la Sociedad de Caridad Musulmana de Ereván. Shahtakhtinski luego se fue a Odesa, Ucrania para asistir a la Universidad de Novorossiysk, donde se graduó con una licenciatura en derecho. Mientras estudiaba en Ucrania, se unió a la organización Compatriotas de Azerbaiyán. En 1912, regresó a Azerbaiyán y se instaló en Ganja, donde en 1914 fue nombrado Inspector Jefe de las escuelas de la Gobernación de Elisabethpol . Luego trabajó como Fiscal Adjunto en el Tribunal de Distrito de Elisabethpol durante dos años. Después de mudarse a Bakú en 1916, trabajó en el mismo puesto en el Tribunal de Distrito de Bakú.

## Carrera política
En 1917, se unió al partido Ittihad y fue nombrado Comisario del Departamento de Educación del Cáucaso Sur. Shahtakhtinski fue miembro del Consejo Nacional de Azerbaiyán en vísperas de la declaración de independencia y votó a favor de establecer una república independiente. Después del establecimiento de la República Democrática de Azerbaiyán el 28 de mayo de 1918, fue elegido miembro de la Asamblea Nacional de Azerbaiyán de la facción Ittihad. Durante el trabajo del segundo, tercer y cuarto gabinete, Shahtakhtinski se desempeñó como Viceministro de Educación y Asuntos Religiosos. Dirigió cursos de calificación establecidos el 9 de septiembre de 1918 para maestros locales en Shaki, Zaqatala y Shusha. Cuando se formó el quinto gobierno de Nasib Yusifbeyli el 22 de diciembre de 1919, fue nombrado Ministro de Educación y Asuntos Religiosos de ADR. Mientras era ministro, desempeñó un papel importante en el establecimiento de la Universidad Estatal de Bakú, donde también pronunció conferencias y trabajó como decano en años posteriores.

## Últimos años
Después de que los bolcheviques tomaran Azerbaiyán el 28 de abril de 1920, Shakhtakhtinski se graduó en la Universidad Transcaucasiana en Tiflis y enseñó en la Universidad de Lenguas de Azerbaiyán y en Universidad de Medicina de Azerbaiyán desde 1930 hasta 1940. Shahtakhtinski estuvo casado con su prima y tuvo cuatro hijas.
En 1941,  fue arrestado a raíz de las represiones soviéticas y enviado al campo de trabajos de Solovki en el Oblast de Arcángel donde  murió el 3 de febrero de 1944.